# امبوراپاتسی
امبوراپاتسی (به لاتین: Amboropotsy) یک سکونتگاه مسکونی در ماداگاسکار است که در آتسیمو-آندرفانا واقع شده‌است.

## خصوصیات
امبوراپاتسی ۱۳٬۰۰۰ نفر جمعیت دارد و ۲۳۴ متر بالاتر از سطح دریا واقع شده‌است.